# 曹攄
曹 攄（そう ちょ、生年不詳 - 308年）は、中国西晋時代の政治家・武将。三国時代の魏の重臣である曹休の曾孫。曹肇の孫。字は顔遠。

## 経歴
若い時から孝行であり、祖父譲りの文学的才能を有していたという。後に、西晋の司馬炎（武帝）にその才能を愛され信頼された。また、太尉王衍からも評価され、臨淄県令に任じられた。
後に洛陽に入って尚書郎に任じられ、やがて洛陽県令に移った。仁恵で明断だったので、百姓より大いに慕われた。病気に罹ると官を去ったが、やがて復職して洛陽県令に戻った。
301年、斉王司馬冏が朝政を主管するようになると、左思と共に記室督に任じられた。当時、八王の乱の最中にあったので、曹攄は司馬冏の身を危惧して封国の斉へ帰還する様に勧めたが、聞き入れられなかった。やがて中書侍郎に任じられた。
302年、長沙王司馬乂が挙兵して司馬冏を殺害すると、曹攄は驃騎司馬に任じられた。
304年、河間王司馬顒・成都王司馬穎が挙兵して司馬乂を殺害すると、曹攄は免官となったので母の看病を行った。
306年、再び仕官して襄城郡太守に任じられた。
308年、高密王司馬略が襄陽に出鎮すると、曹攄を襄陽郡太守・征南司馬に任じた。曹攄はいずれの職務でも業績を挙げたので、その名は高まったという。同年、京兆の流民王逌は叟族郝洛と結託して数千の兵を集め、冠軍に駐屯して城郭を侵犯した。司馬略は改めて曹攄に参軍崔曠らを統率させて王逌を攻撃させた。崔曠は悪賢い人物であり、崔曠は曹攄に先鋒を命じると、自らは後陣に続くと偽りの発言を行った。だが、曹攄が王逌と交戦すると、崔曠はこれに加わらなかったので援護の無い曹攄は酈県で孤立し、敗れて戦死した。かつての部下や百姓は喪に服して葬儀に参列し、道端で慟哭した。その様は父母が死んだ時のようであったという。

## 逸話
- 臨淄県に夫を亡くした婦人がおり、姑を一人で養っていた。姑は婦人がまだ若いので、自分に構わず生きるよう勧めたが、婦人は聞き入れなかった。すると、姑はこれを哀れに思い、自殺してしまった。親類はみな婦人が殺したと思い、官吏もまた尋問を厳しく行ったので、婦人はやってもいない罪を認めてしまった。だが、曹攄は廷尉の下に出向くと彼女が冤罪である事を見抜き、調査を進めて真相を究明した。当時の人はその明察を称えたという。

- ある年末、曹攄は牢獄に赴くと死刑囚を哀れに思い、一時的に家族と再会する為に外に出してやり、帰還する日を約束させた。官吏は囚人が帰って来るわけがないとして強く反対したが、曹攄はこれを強行した。やがて期日になると、囚人はみな約束通り戻り、違反した者は一人もいなかった。これに県中の民が感服し、曹攄は聖君と呼ばれるようになった。

- 大雨と大雪が起こり、門兵は夜に馬を見失い、総出で探したが見つからなかった。この事を聞くと曹攄は門士を召集したので、群臣はなぜ馬を探さずに兵を集めるのかと訝しんだ。曹攄は宮門の警備は厳しい事から外部の犯行ではないと察し、門士の誰かが盗んだと当たりをつけていた。詰問すると犯人は見つかり、果たして曹攄の考えの通りであった。